# 1999年のバレーボール
1999年のバレーボール（1999ねんのバレーボール）では、1999年（平成11年）のバレーボール関連の出来事をまとめる。

## できごと
- ラリーポイント制が、国際ルールとして導入。
- ルール改正で、サーブのネットインが認められるようになる。
- 小田急ジュノーが休部。
- 東芝女子バレーボール部（「東芝シーガルズ」）が休部。6月、Vリーグ初のクラブチーム「シーガルズ」として再出発。
- バレーボール女子欧州選手権の準決勝で、 クロアチアのバーバラ・イエリッチが1試合53得点をマーク（2012年の時点でバレーボール国際大会としては世界記録）[1]。

## 国際大会
- ワールドカップ
  - 男子
    - 金メダル： ロシア
    - 銀メダル： キューバ
    - 銅メダル： イタリア

  - 女子
    - 金メダル： キューバ
    - 銀メダル： ロシア
    - 銅メダル： ブラジル

## 国内大会

### 日本
- 第5回Vリーグ
  - 男子
    - 優勝：NECブルーロケッツ

  - 女子
    - 優勝：東洋紡オーキス

- 第48回全日本選手権
  - 男子
    - 優勝：NECブルーロケッツ

  - 女子
    - 優勝：ダイエー

## 死去
- 1月25日 - 飯塚和生 （26）